# Rongotai
Rongotai är en förort till Wellington i Nya Zeeland. Åren 1939–1940 hölls där New Zealand Centennial Exhibition, som samlade över 2,5 miljoner besökare.

### Fotnoter
1. ↑  ”The Centennial Exhibition - New Zealand Centennial, 1940” (på engelska). nzhistory.net.nz. Arkiverad från originalet den 19 april 2014. https://web.archive.org/web/20140419012319/http://www.nzhistory.net.nz/culture/centennial/centennial-exhibition. Läst 20 juli 2013.